# The Narrative
The Narrative é uma banda americana de Indie Pop, Rock de Long Island, Nova York formada no verão de 2008. Desde 2011, a banda é formada por Suzie Zeldin (vocais, teclados, compositora) e Jesse Gabriel (vocais, violão, compositor). Anteriormente, o grupo já contou com o baterista Charlie Seich. O som do The Narrative tem sido associado com o Indie Pop, Pop Rock, Indie Rock e tendo um pouco de folk.
O nome da banda foi baseado em termos literários e escolares e em teorias da educação dos membros da banda no colégio.
Até o momento, o The Narrative lançou um álbum de estudio, The Narrative (2010) , três EPs, Just Say Yes (2008), Nothing Without You (2010), Kickstarter (2011) e um álbum b-side, B-Sides and Seasides (2012). Em 2016 a banda lançou sue segundo álbum de estúdio, Golden Silence.

## História

### Formação
Em 2006, Jesse Gabriel decidiu encontrar músicos para começar um projeto musical. Ele escreveu então, um anuncio e o publicou no site de classificados para variados temas, Craigslist. Após algumas respostas, ele encontrou e se interessou por a de Suzie Zeldin, e decidiu que deveria conhece-la. Eles descobriram que haviam estudado na mesma escola em Baltimore, mas nunca se encontraram pessoalmente. Começaram colaborando musicalmente formando um pequeno projeto chamado January Window depois fundando o The Narrative, passando quase dois anos (2007-2008) no apartamento de Suzie compondo canções para o seu primeiro EP. Sobre a mudança do nome da banda, Suzie disse em uma entrevista:
| “ | "Nós decidimos o nome enquanto estávamos gravando o nosso EP 'Just Say Yes'. Nós tínhamos posto em uma folha, uma lista de diferentes nomes de bandas, a maioria vindas de termos literários, poemas, ou letra de musicas que gostávamos e pedimos pra que nossos amigos decidissem. Por um pequeno tempo, ficamos com o nome January Window que vem de um poema de Sylvia Plath. Nos terminamos o álbum e não gostávamos do nome então voltamos a lista e encontramos The Narrative Paradigm que nos parecia muito bom e pretensioso então nos encurtamos para The Narrative. Nós decidimos que era um bom nome e estamos felizes com ele." | ” |

Jesse não iria cantar na banda inicialmente, mas Suzie pediu para que ele cantasse algo. Jesse decidiu cantar pra ela como teste "Slide" do Goo Goo Dolls. Depois disso, Suzie disse que a voz dele era muito boa, então Jesse foi incluído nos vocais e nos back vocals. O baterista Charles Seich, foi incluído na banda, após ter sido introduzido para Jesse e Suzie com propósito de gravar o seu EP.
Suzie teve sua voz em músicas de bandas como Envy on the Coast, Fairmont, e The Minus Scale. Ela também canta ao lado do Dashboard Confessional no New Found Glory split EP, e também estando em uma das últimas músicas da nova edição do Dashboard Confessional Wire Tapes. Ela também lançou a um bom tempo seu EP solo chamado "Excuses EP" contendo 4 músicas.

### Just Say Yes(2008)
O The Narrative passou durante os anos seguintes (2007-08) compondo canções para seu primeiro EP intitulado Just Say Yes. A produção de Just Say Yes foi feita sem uma ideia central, Jesse explicou, "Nós estávamos apenas animados em gravar as canções que havíamos trabalhado". O EP foi produzido por Bryan Russell que os ajudou a encontrar o conceito do álbum, inspirado por bandas como Death Cab for Cutie e Jimmy Eat World. Just Say Yes foi lançado independentemente pela banda no dia 30 de Agosto de 2008.
Depois de seu lançamento, a banda recebeu duas grandes promoções no Myspace Canadá onde o EP foi disponibilizado para audição na página inicial do site. Também teve grande repercussão no reality da MTV "Real World: Brooklyn" e "Real World: Cancun", Jersey Shore, Peak Season, MTV2, VH-1, na série Gigantic da Nickelodeon, TeenNick, National Geographic e Starz, tendo uma positiva apresentação no AbsolutePunk, Friends or Enemies Unsigned VIP Band, e nomeado uma das 'Top 100 bandas do Absolutepunk.net'.
Em 2010, eles se apresentaram no programa de WOOD-TV 'West Vibe Eight West', abrindo grande espaço para a banda na cena musical. Esta foi marcada como a primeira grande aparição da banda na tv, e em 2011 eles se apresentaram ao vivo no programa matinal da FOX 5 San Diego, performando músicas do álbum "The Narrative".

### Álbum de estreia:"The Narrative"(2010)
O The Narrative começou a gravar o seu álbum de estreia, The Narrative em 2009. A banda gravou o autointitulado com o mesmo produtor de seu EP de estreia, Bryan Russell em seu estúdio Red Wire Audio em Nova York. Diferente do seu primeiro lançamento, The Narrative tomou uma direção original, Nós não queríamos soar como algum ou algo já feito. Nós dizíamos, "Hey, esta parte me lembra dessa canção. Talvez nós podemos colocar isso em uma outra direção e ficará melhor," e nós nunca tentávamos escrever uma canção em base de uma que já havia sido escrita." comentou Jesse. Sem um membro baixista, a banda convidou Ari Sadowitz para ser o baixista de estúdio para o álbum. The Narrative foi lançando em 27 de Julho de 2010 pelo projeto The Record Collective. Em 29 de Julho, a banda lançou o álbum em um show no The Gramercy Theatre com Relient K e The Gay Blades.

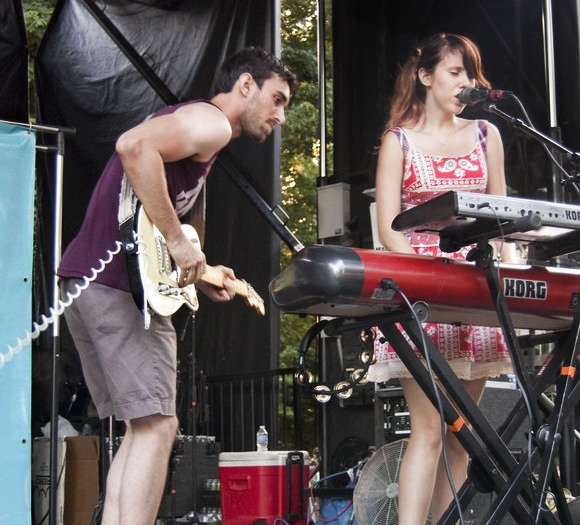
The Narrative performando no Vans Warped Tour em 2011

O Álbum foi destaque na página principal do MySpace e do PureVolume.com que os declarou "Uma da Melhores Bandas Independentes de 2010" assim como estando na divulgação do software "Record" do Propellerhead. Junto ao lançamento do álbum a banda esteve em turnê pelo Estados Unidos em turnê com Eisley, Relient K, Mae, incluindo apresentações no CMJ, no qual foi a banda destaque do evento e ‎SXSW 2010.
Ainda em 2010, o The Narrative foi destaque na edição de Setembro da revista Alternative Press, no artigo "Unsigned Bands, AP Wants You!" ou AP&R (artigo onde a revista traz uma pequena biografia com informações da banda e ainda disponibiliza uma música da banda em seu site).
A música deste álbum, "Fade", foi incluída na trilha sonora do filme produzido por Bob Fugger, "The Chateau Meroux" produzido em 2011 e lançado em 2012.
Após a saída do baterista Charlie no começo de 2011, o The Narrative trouxe o baterista o conterrâneo, Jay Scalchunes, para ajudá-los a tocar durante cinco(5) semanas no Warped Tour , onde estiveram tocando no Kevin Says Stage em 2011.

### Golden Silence (2012-16)
Em 26 de Março de 2012, O The Narrative anunciou pelo twitter que estariam começando a gravar o seu segundo álbum de estúdio, intitulado Golden Silence em um antigo celeiro no norte de Nova York. A banda afirmou, que este álbum irá chamar atenção de muitas pessoas por sua mudança de produção. A banda ainda está a procura de uma gravadora para lançar este álbum, e de acordo com Jesse, "assinar com uma gravadora tornaria tudo melhor e ainda manteria o projeto mais sólido". A banda havia estimado que o lançamento ocorreria no fim de 2012, mas a data teve de ser adiada por motivos da produção do mesmo.
No dia 12 de Abril de 2012, Zeldin e Gabriel lançaram seu álbum b-side "B-Sides and Seasides"  para apoiar as gravações do segundo álbum, contendo versões acústicas do álbum "The Narrative" trazendo duas novas músicas "Hallelujah", "Make It Right". Estas músicas forma produzidas para o EP "Kickstarter" que arrecadou $8,000 dólares na sua venda e algumas delas estando no EP de turnê "Nothing Without You". Além disso o EP traz covers do Radiohead, "Karma Police" e Brand New, "Tautou"
No dia 18 de Julho de 2012, Jesse publicou uma nota sobre o novo álbum com seu lançamento sendo previsto depois de 2013: "Nós esperamos ter terminado o processo de gravação até a Primavera. Depois disso estaremos explorando opção de gravadoras, Relações Públicas, Divulgação e etc. Pretendemos lançar este álbum no começo do próximo ano, mas não queremos criar expectativas para que ocorra em 2012".
Em 25 de Novembro, o The Narrative foi nomeado na votação para o evento "Z100 Hometown Hero" junto a 27 outros artistas. A banda acabou chegando a última fase da competição, ficando em 2º lugar nos resultados finais.
Em 2011, Suzie Zeldin e outros músicos foram chamadados para ajudar na gravação do álbum acústico de Chris Carrabba, "Covered in the Flood". Depois disso, eles permaneceram durante um ano ensaiando em uma garagem, então decidiram que iriam formar um projeto de indie/americana chamado Twin Forks (tendo seu nome alterado pois o artista chamado "Twin Falls" clamou pelos direitos autorais do nome), composto por Chris Carrabba (Vocal/Violão), Suzie Zeldin (Mandolin/Vocal), Jonathan Clark (Baixo) e Ben Homola (Baterias).
Em 15 de Fevereiro, a banda anunciou em uma publicação em sua conta no facebook, onde confirmavam a finalização do processo de gravação do segundo álbum de estúdio e planejariam lançar seu primeiro single no decorrer de 2014. A banda confirmou o lançamento de "Chasing a Feeling" como o single e o primeiro video clipe. Em 02 de Dezembro de 2016, a banda lançou seu segundo album de estúdio, depoois de 4 anos sendo produzido, intitulado Golden Silence.

### Monoliths (2021)- Atualmente
Em 3 de fevereiro de 2021, após 5 anos no yatus, o The Narrative anunciou, via twitter, o lançamento de novas músicas ao longo do ano. Em 20 de maio, a banda anunciou sua primeira canção desde o lançamento de Golden Silence, entitulada "Monoliths". A música foi lançada através de download digital e streaming em 14 de julho de 2021. Gabriel declarou sobre a canção como sendo "uma reflexão sobre o estado da humanidade e nossa falta de respeito por nosso planeta e nossa frágil existência". O processo de composição da canção começou por volta de 2017, de acordo com Gabriel, após a mudança para Nashville. A banda terminou a canção em 2021, gravando a canção separada devido ao Covid-19, disse Zeldin. A canção foi produzida por Bryan Russell e gravada na Red Wire Records.

## Estilos e influências
O The Narrative é descrito especialmente como um grupo de Indie Rock, Indie Pop, Pop Rock, misturando vocais masculinos e femininos. A banda tem em suas influências o som do Death Cab for Cutie, Brand New, The Academy Is, Counting Crows, Destry ao indie/folk de Bon Iver. Suzie tem influência no ska, punk e no emo rock e Jesse, o som do hip-hop e dos rocks dos anos 60.

## Apoio Social

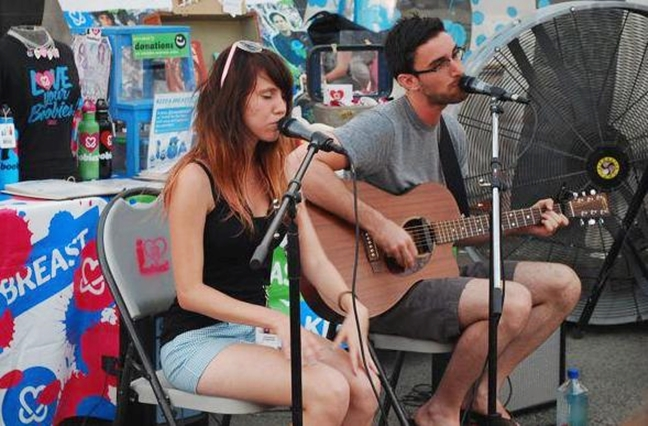
The Narrative performando no evento realizado pelo Keep A Breast no Vans Warped Tour em 2011

No fim de 2013, a banda esteve participando da compilação "Yuletides & Stage Dives" lançado pelas empresas  The Catalyst Publicity Group e Keep A Breast, junto a outros 40 artistas lutado contra o câncer de mama. Eles apoiaram o Keep A Breast também em 2011 no Warped Tour ( onde a associação completava 10 anos ), apresentando músicas acústicas no evento.
Em 7 de Maio de 2013, O Rock For Justice, uma organização sem fins lucrativos, lançou seu projeto "Songs For Jusice" um álbum destinado à caridade que usa da arte e criatividade para uma mudança social positiva, contendo colaboração de artistas para causas sociais. A compilação tem 12 covers compostos por bandas de Indie e Rock Alternativo. "Eles chamaram uma série de incríveis artistas que fizeram covers de ( outros incríveis ) artistas" disse o site do Invisible Children, Inc. O The Narrative fez parte do álbum gravando um cover da música de Neil Young, "Heart Of Gold". O projeto começou em 2012, apoiando o Invisible Children, Inc, the Give a Damn? documentary project e o The Hunger Project. O álbum está disponível somente na página no Bandcamp.
Em 25 de Fevereiro de 2014 , a gravadora Fadeaway Records e Enjoy The Ride Records, lançaram sua compilação com 3 LPs e 35 músicas, chamada "Friends". Depois de 10 anos no hiatus, a gravadora voltou com a compilação que traz amigos de Michael Dubin, atual dono junto a Neil Rubenstein. "Eu perdi meu pai para um câncer no pâncreas em 2002 e eu precisava criar uma incrível compilação e doar todo o lucro para pesquisas contra o câncer, em sua memoria. Todos os amigos e artistas envolvidos neste LP nos deram nomes de amigos que perderam e familiares, a lista toda será incluída nas notas e nos dedicaremos o LP para todos eles", disse Dubin sobre o lançamento. A banda lançou na compilação, em versão física, "Hallelujah" presente no EP digital B-Sides and Seasides. O LP está disponível na loja da gravadora.

## Integrantes

### Jesse Gabriel (ViolãoeVocais)
Nascido em 27 de outubro de 1984, Jesse Gabriel cresceu como uma criança que não queria aprender música do modo que seus pais queriam para ele. Jesse disse: "Meus pais gostavam de me dar instrumentos, mas não queria isso, eu não tinha a motivação de fazer outra coisa além de jogar video games, mas eu gostava de escrever músicas." Após tentativas com um piano, violino e saxofone, Jesse finalmente aprendeu violão e adorou o instrumento. Ele se casou em 5 de janeiro de 2013 com a chefe de cozinha, Cecilia Cámara.

### Suzie Zeldin (TecladoeVocais)
Nascida em 26 de fevereiro de 1986, Suzie Zeldin aprendeu a cantar ainda em sua infância, "Minha avó me ensinava a cantar músicas Russas e gravar isso em uma fita, mas eu não estava mesmo focando seriamente nisto antes de eu ir para o colégio." Ela se formou na Universidade de Nova York como bacharel em Literatura inglesa e Americana. Em 17 de julho de 2013 oficializou noivado com o produtor musical Bryan Russell. 
Ex-Integrantes e Integrantes de Turnê
- Jay Scalchunes (Baterista de Turnê)
- Charles J. Seich (Bateria)( 2008-2011 )
- Ari Sadowitz (Estúdio/Baixista de Turnê)

## Discografia

### Álbuns
- The Narrative (2010)
- Golden Silence (2016)

### EPs e B-side
- Just Say Yes (EP) (2008)
- B-Sides and Seasides (2012)
- Nothing Without You EP (2010)
- Kickstarter EP (2011)

## Recepção Critica
Absolutepunk.net escreveu, sobre a apresentação da banda: "Na nossa última apresentação de bandas independentes, nós trouxemos o stream do excelente EP do The Narrative, Just Say Yes, junto com um exclusivo novo demo de "Fade". Se você gosta de Lydia, Death Cab for Cutie ou old Straylight Run, vá ao perfil da banda no AP.net para checar toda essa maravilha."
Escreveram também no "AbsolutePunk.net Top 100" : "O The Narrative ainda está cru, o talento jovem que faz bandas maiores invejarem. Os charmosos vocais de Jesse Gabriel e Suzie Zeldin em "Just Say Yes" é um dos melhores EPs introdutórios que você vai encontrar, e a música é simplemente sedutora nele.
Glenn Gamboa escreveu no Newsday: "O Show da banda no Warped Tour possivelmente o último por esse ano, pois eles estarão indo começar o seu mais novo álbum para o próximo ano".
Em outro artigo do Newsday, Gamboa escreveu:  "Nesse ano depois do seu show de estreia no CMJ, o The Narrative lançou seu álbum alto-titulado, saindo em turnês pelo país e ouvindo sua musica sendo usada em grandes programas na MTV. E agora, o The Narrative está pronto para tocar no festival novamente, tendo esperança que os indie-popsters continuaram tendo seus momentos."
Backy Bain escreveu na coluna "Popping Up" do Idolator: "O seu EP chamou a atenção de milhares de fãs de músicas e da MTV - então podemos imaginar as coisas boas que virão quando a banda lançar o seu álbum de estreia neste verão"
Evan C. Jones no site da revista Alternative Press escreveu: "[..] The Narrative é um pouco comprido (oito músicas tem mais de quatro minutos), a experiência que a banda colocou nesse álbum é evidente. Esperançosamente esta será a última vez que o The Narrative irá lançar por si sua música; gravadoras, tomem conhecimento."
O Review Rinse Repaet disse "O The Narrative indubitavelmente tem crescido como uma banda desde o lançamento de Just Say Yes. O seu auto-titulado é um fortíssimo álbum de estreia , mesclado com uma abundância de maravilhosas canções, e alguns erros, perdoáveis. Agora, o mundo está nas mãos do The Narrative, e eles só podem ficar cada vez maiores e melhores."
"Seanholio" escreveu, em um review no site Cool Try: "Eu irei começar este review falando primeiro que eu não costumo revisar raridades/b-side álbuns MAS o The Narrative é um caso especial. Qual outra banda tiraria tempo da sua conturbada vida para fazer um video chat com não apenas 1 mas 40 de seus fãs que ajudaram a cobrir as despesas em sua turnê. Durante o video chat a vocalista/Tecladista Suzie Zeldin mencionou que estavam trabalhando duro em um sucessor do seu álbum de estreia eles não tinham em mente que este álbum se tornaria um b-side. Ele conta com novas músicas, versões alternativas e covers. É claro dizer que ele é um lançamento decente para 2012. E quando uma banda é dedicada aos seus fãs e seus fãs com eles, eu sinto que preciso ajudar eles o máximo que eu puder."
The Patriot News, PEEN LIVE escreveu: "Ouvidos nas séries da MTV "Real World Brooklyn" e "Real World Cancun" o The Narrative é conhecido por vocais intoxicantes e diferentes arranjos liricos. Este grupo de Nova York está criando sua marca na industria musical."
Lushbeat escreveu: "Está pequena banda não sabe apenas como estruturar uma única música, mas sim um álbum inteiro, este é um dos melhores aspectos para um ouvinte."

## Liks externos
- Commons
- Wikiquote

Social
- [www.thenarrativemusic.com «Sítio oficial»] Verifique valor |url= (ajuda) (em inglês)
- The Narrative no Facebook
- The Narrative no X
- The Narrative no Myspace

Discografia
- The Narrative (em inglês) no Discogs
- Discografia de The Narrative no MusicBrainz